# 4-Heptanon
4-Heptanon ist eine organische chemische Verbindung aus der Gruppe der Ketone. Diese bildet eine farblose, stark lichtbrechende, durchdringend süßlich riechende, brennend schmeckende Flüssigkeit.

## Gewinnung und Darstellung
4-Heptanon kann durch Reaktion von Buttersäure über gefälltem Calciumcarbonat bei 450 °C gewonnen werden.

## Eigenschaften
4-Heptanon ist eine wenig flüchtige, farblose, stark lichtbrechende Flüssigkeit mit durchdringend süßlichem Geruch und brennendem Geschmack, die bei Normaldruck bei 144 °C siedet. Die Dampfdruckfunktion ergibt sich nach Antoine entsprechend log10(P) = A−(B/(T+C)) (P in bar, T in K) mit A = 5,94977, B = 2199,856 und C = −46.879 im Temperaturbereich von 296 bis 417 K. Die Mischbarkeit mit Wasser ist begrenzt. Mit steigender Temperatur sinkt die Löslichkeit von 4-Heptanon in Wasser bzw. steigt die Löslichkeit von Wasser in 4-Heptanon.
| Löslichkeiten zwischen 4-Heptanon und Wasser |         |       |       |       |       |       |       |       |       |       |       |
| Temperatur                                   | °C      | 0     | 9,6   | 19,5  | 29,7  | 39,7  | 50,0  | 60,6  | 70,3  | 80,9  | 90,2  |
| 4-Heptanon in Wasser                         | in Ma-% | 0,707 | 0,537 | 0,457 | 0,448 | 0,347 | 0,379 | 0,320 | 0,302 | 0,319 | 0,316 |
| Wasser in 4-Heptanon                         | in Ma-% | 0,52  | 0,62  | 0,69  | 0,81  | 0,86  | 0,90  | 1,12  | 1,23  | 1,20  | 1,17  |

4-Heptanon bildet entzündliche Dampf-Luft-Gemische. Die Verbindung hat einen Flammpunkt von 34 °C. und eine untere Explosionsgrenze (UEG) von 0,97 Vol.‑% (46 g·m−3). Die Zündtemperatur beträgt 420 °C. Der Stoff fällt somit in die Temperaturklasse T2.